# Verbrandingsloop
Een verbrandingsloop is een wedstrijdgerelateerde hardlooptraining die door ervaren lopers bij een marathon of een ultraloop uitgevoerd kan worden in het kader van een wedstrijdspecifiek trainingsschema.
Een verbrandingsloop heeft weinig nut bij wedstrijden korter dan een marathon. Bij dergelijk korte wedstrijden wordt de bodem van de koolhydratenbuffer niet bereikt en is er in principe altijd genoeg energie in het lichaam aanwezig.

## Doel
Deze training is bedoeld is om alle koolhydraten in het lijf te verbranden. In combinatie met het innemen van koolhydraten tussen de verbrandingsloop en de wedstrijd leidt dit tot het maximaliseren van de hoeveelheid koolhydraten in het lichaam van de sporter op het moment van de wedstrijd. Vergelijk het met het volledig leegmaken van een oplaadbare batterij vóórdat hij weer opgeladen wordt.

## Methode
De verbrandingsloop dient vier dagen vóór de wedstrijd waarvoor getraind wordt gelopen te worden. De verbrandingsloop is een niet te intensieve intervaltraining op anaeroob niveau, waarbij ongeveer een tiende van de in de uiteindelijke wedstrijd af te leggen afstand in wedstrijdtempo gelopen wordt. Bij een training voor een marathon komt dat neer op drie- tot viermaal duizend meter in marathon tempo, afgewisseld door een jogpauze van enkele minuten.
Na deze training dient er enkele dagen stevig koolhydratenrijk gegeten te worden: onder andere pastamaaltijden en brood bevatten veel koolhydraten. Deze fase wordt ook wel koolhydraten stapelen genoemd. Om de verbrandingsloop nog effectiever te maken dient er in de drie dagen vóór deze training koolhydratenarm gegeten te worden, de vet-eiwit dagen. Denk daarbij aan avocado's, eieren, vis, komkommer, kip, kaas of tofoe.